# Vicia lutea subsp. vestita
Vicia lutea subsp. vestita é uma subespécie de planta com flor pertencente à família Fabaceae. 
A autoridade científica da subespécie é (Boiss.) Rouy, tendo sido publicada em Flore de France 5: 219. 1899.

## Portugal
Trata-se de uma subespécie presente no território português, nomeadamente em Portugal Continental e no Arquipélago da Madeira.
Em termos de naturalidade é nativa das duas regiões atrás indicadas.

## Protecção
Não se encontra protegida por legislação portuguesa ou da Comunidade Europeia.